# Angelika Węgierska
Angelika Elżbieta Węgierska (ur. 12 kwietnia 1994 we Wrocławiu) – lekkoatletka specjalizująca się w biegach płotkarskich,  reprezentująca Włochy (posiada obywatelstwa obu tych państw). Medalistka mistrzostw Włoch. 

## Życiorys
Urodziła się we Wrocławiu, a wychowywała się w Szczepanowie. W 2004 wraz z rodziną przeprowadziła się w okolice włoskiego Udine, gdzie jej matka pracowała wówczas jako pielęgniarka. Ma zarówno polskie, jak i włoskie obywatelstwo. Początkowo trenowała biegi sprinterskie – w specjalizacji tej była medalistką młodzieżowych mistrzostw Włoch: w 2016 zdobyła srebro w hali w biegu na 60 metrów i taki sam krążek na stadionie na dystansie 100 metrów. Od 2017 skupiła się na biegach płotkarskich. W 2019 zdobyła brązowy medal mistrzostw Włoch seniorów w biegu na 100 metrów przez płotki.
Sportowcem był również jej brat, Paweł Węgierski, który w kolarstwie szosowym jako reprezentant Polski startował między innymi w wyścigu ze startu wspólnego na mistrzostwach Europy juniorów w 2014.

## Rekordy życiowe
Stadion
- bieg na 100 metrów – 11,71 (14 lipca 2018, Agropoli)
- bieg na 200 metrów – 24,50 (3 lipca 2021, Molfetta)
- bieg na 100 metrów przez płotki – 12.98 (14 Lipca 2024, La Chaux-de-Fonds (SUI))

Hala
- bieg na 60 metrów – 7,57 (6 lutego 2016, Ankona)
- bieg na 60 metrów przez płotki – 8,16 (1 lutego 2020, Ankona)